# Інфауна
Інфа́уна — сукупність видів водяних тварин, які мешкають у донних осадах морів, річок, озер і ставів. До інфауни належать молюски, черв'яки, деякі ракоподібні, морські їжаки, голотурії, офіури, личинки комах та інші.
Розрізняють типи інфауни залежно від субстрату, в якому вона мешкає:
- пелофільна — у мулі,
- псамофільна — у піску,
- літофільна — у каміннях,
- аргілофільна — у глині.

Більшість видів інфауни живиться детритом. Деякі представники здатні до добових і сезонних вертикальних міграцій. Інфауна відіграє важливу роль як кормова база для риб, які живляться бентосом.

## Джерело
- М. М. Хомляк. Інфауна // Енциклопедія сучасної України / ред. кол.: І. М. Дзюба [та ін.] ; НАН України, НТШ. — К. : Інститут енциклопедичних досліджень НАН України, 2011. — Т. 11 : Зор — Как. — 710 с. — ISBN 978-966-02-6092-4.